# Петко Тъпчилещов
Вижте пояснителната страница за други личности с името Тъпчилещов.
Петко Христов Тъпчилещов е български политик и общественик.

## Биография
Роден е през 1854 г. в Калофер. Син е на търговеца и общественик Христо Тъпчилещов и е брат на търговеца Стоян Тъпчилещов. Завършва Търговската академия в Лондон през 1873 г. Председател е на благодетелно братство „Просвещение“ (1875) и секретар на българското читалище в Цариград (1876 – 1877). Секретар е на Министерски съвет в правителството на Константин Стоилов (1894 – 1899). Умира през 1939 г. София.